# Milking the Sacred Cow
Albums de Dead Kennedys
Live at the Deaf Club
(2004)
Milking the Sacred Cow est un album compilation publié par les Dead Kennedys en octobre 2007. 

## Histoire
Il est composé de chansons de tous les albums studio de la carrière du groupe, à l'exception de leur dernier album, Bedtime for Democracy. Il contient également deux morceaux live inédits, "Soup Is Good Food" et "Jock-O-Rama", dont les versions studio se trouvent sur l'album Frankenchrist. L'album a été critiqué par l' ancien chanteur Jello Biafra, qui déclare « Step right up folks, it's anarchy for sale » ("Allez les gens, c'est l' anarchie à vendre")

## Liste des pistes
1. "California über alles (7" version)" (Jello Biafra, John Greenway)
2. "Police Truck" (East Bay Ray, Jello Biafra)
3. "Kill the Poor" (East Bay Ray, Jello Biafra)
4. "Holiday in Cambodia (7" version)" (Dead Kennedys)
5. "Nazi Punks Fuck Off" (Jello Biafra)
6. "Too Drunk to Fuck" (Jello Biafra)
7. "Viva Las Vegas" (Doc Pomus, Mort Shuman)
8. "Moon Over Marin" (East Bay Ray, Jello Biafra)
9. "Halloween" (Dead Kennedys)
10. "MTV Get off the Air" (Jello Biafra)
11. "Soup Is Good Food" (Live) (Dead Kennedys)
12. "Jock-O-Rama"  (Live) (Jello Biafra)

## Personnel
- Jello Biafra - Chant principal; Producteur sur la piste 10
- East Bay Ray - Guitare; Producteur sur les pistes 1, 4, 5, 6, 11, 12; mixage des pistes 2 et 3
- Klaus Flouride - Basse, chœurs
- DH Peligro - Batterie
- Ted - Batterie sur les pistes 1, 2, 3, 4, 7
- Geza X - Producteur sur les pistes 2, 3, 7; Ingénieur sur les voies 2 et 3
- Thom Wilson - Producteur sur les pistes 8 et 9
- Jim Keylon - Ingénieur sur la voie 1
- Oliver Dicicco - Ingénieur sur les pistes 4, 5, 6, 7
- John Cuniberti - Ingénieur sur les pistes 8, 9, 10, 11, 12